# Tecomán
Tecomán is een stad in de Mexicaanse deelstaat Colima. De plaats heeft 76.166 inwoners (census 2005) en is de hoofdplaats van de gemeente Tecomán.
De naam Tecoman komt uit het Nahuatl en betekent 'de plaats van onze grootouders'. De belangrijkste bronnen van inkomsten zijn het toerisme en de verbouw van limoenen; de stad noemt zichzelf de 'limoenhoofdstad van de wereld'.

## Geboren
- Silverio Cavazos (1967-2010), politicus